# Yoshida-juku

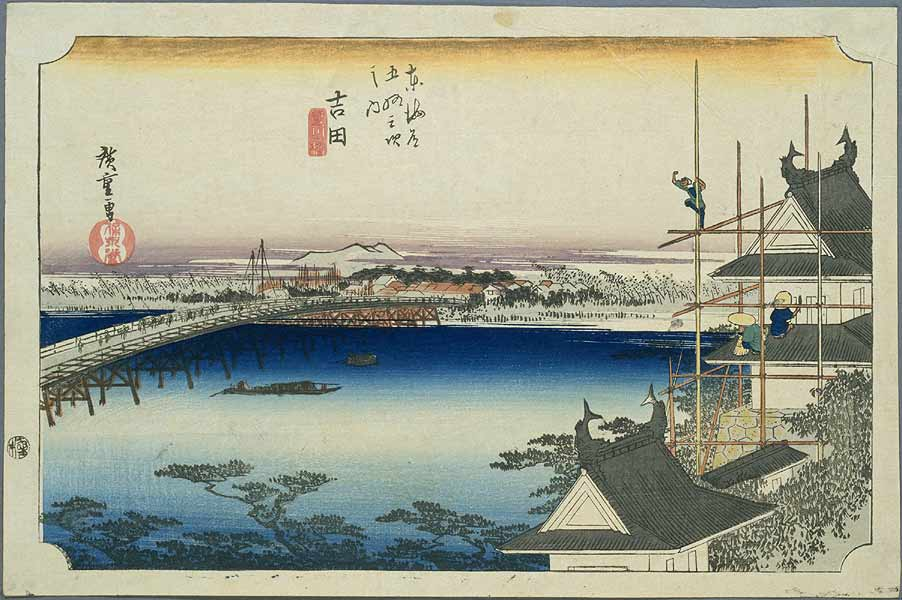
Yoshida-juku dans les années 1830, estampe de Hiroshige de la série les Cinquante-trois Stations du Tōkaidō.

Pour les articles homonymes, voir Yoshida.
Yoshida-juku (吉田宿, Yoshida-juku) était la trente-quatrième des cinquante-trois stations de la route du Tōkaidō. Elle était située dans la ville de Toyohashi, dans la préfecture d'Aichi, au Japon. Elle se trouvait à 287 km du départ de la route, au pont de Nihonbashi, à Edo, à 6,1 km de la station de Futagawa-juku, vers l'est, et 10,5 km de Goyu-shuku, vers l'ouest.

## Histoire
Yoshida-juku fut créée en 1601 et fut donc une shukuba, une station d'étape sur la route du Tōkaidō dès la création de celui-ci cette même année. La station s'étendait à peu près sur 2,6 km et était à la fois la ville fortifiée du château de Yoshida et une ville portuaire. C'était l'une des plus importantes stations de la route du Tōkaidō et était également bien connue pour ses meshimori onna.
Selon un recensement effectué en 1802, les voyageurs trouvaient à leur disposition dans la station deux honjin, une annexe de honjin et 65 hatago. La ville comprenait au total quelque 1 000 bâtiments pour une population de 5 000 à 7 000 habitants.
Pendant l'ère Meiji, la station de Toyohashi fut construite dans un village avoisinant, ce qui eut pour conséquence de permettre à la région entourant Yoshida-juku de commencer à se développer en tant que ville.